# Joseph Minala
Joseph Marie Minala (Yaoundé, 24 de agosto de 1996) é um futebolista de Camarões que atua como meio-campista. Atualmente defende o Sliema Wanderers.

## Carreira
Tendo jogado pelo Vigor Perconti, uma equipe amadora de Roma, durante um ano, Minala chamou a atenção do Napoli, que ofereceu um teste de 2 meses no clube. Em 2013, olheiros da Lazio acompanharam a participação do jogador no Trofeo delle Regioni, onde representou a região do Lácio, e ele se juntou às categorias de base dos laziale em dezembro do mesmo ano
Em fevereiro de 2014, o meio-campista gerou repercussão internacional por sua idade: havia a suspeita de que ele teria 42 anos e não 17. A Lazio emitiu um comunicado reafirmando que o jogador nascera em 1996 Ele foi relacionado pela primeira vez a uma partida do time principal da Lazio em março do mesmo ano, contra o Cagliari, mas não saiu do banco de reservas, e em abril, faria sua estreia profissional ao substituir Senad Lulić na vitória por 2 a 0 sobre a Sampdoria, atuando por 13 minutos.
Sobre as denúncias de irregularidade na data de nascimento do jogador, tanto a Lazio quanto Minala negaram as acusações, e em maio, a Federação Italiana de Futebol confirmou que o meia realmente havia nascido em 1996 e descartou qualquer punição ao clube
Em agosto, Minala foi emprestado ao Bari para ganhar experiência na Segunda Divisão, marcando seu primeiro gol como profissional na vitória por 1 a 0 sobre o Cittadella, encerrando sua primeira passagem pelos Gallotti com 18 partidas e 3 gols, voltando ao Bari em 2016, também por empréstimo, desta vez tendo disputado uma única partida.
Ainda vinculado à Lazio, defendeu ainda Latina e Salernitana. Em janeiro de 2020, jogou seu quarto (e último) jogo oficial como atleta da Lazio ao entrar como substituto de Ciro Immobile na vitória por 4 a 0 sobre a Cremonese, pela Copa da Itália, antes de ser emprestado ao Qingdao Huanghai (China) em fevereiro. Pela equipe chinesa, Minala disputou 16 partidas oficiais.
Em outubro de 2021, 3 meses após seu contrato com a Lazio ter se encerrado, assinou por uma temporada com a Lucchese, atuando em 19 jogos e marcando 3 gols. Entre agosto de 2022 e janeiro de 2023, defendeu o Olbia, outra equipe da Série C italiana, antes de ter seu contrato rescindido
Em março do mesmo ano, foi contratado pelo FK Liepāja , mas sua passagem pela equipe letã durou apenas 2 partidas antes de assinar com o Sliema Wanderers, clube da primeira divisão do Campeonato Maltês, pelo qual venceu a Copa de Malta, que foi também seu primeiro título profissional na carreira.

## Carreira internacional
Em 2015, Minala atuou 2 vezes pela Seleção Camaronesa Sub-23 pelas eliminatórias da Copa Africana da categoria, e chegou a marcar um gol, no empate por 1 a 1 com Serra Leoa, mas os Leões Indomáveis não conquistaram a vaga para a competição.

## Títulos
Sliema Wanderers
- Copa de Malta: 2023–24